# Morelia macburniei
Morelia macburniei är en ormart som beskrevs av HOSER 2003. Morelia macburniei ingår i släktet Morelia och familjen pytonormar. Inga underarter finns listade i Catalogue of Life.
Artens taxonomiska status är omstridd. Enligt The Reptile Database är populationen ett synonym till rutpyton.